# Kitashirakawa Naruhisa
Kitashirakawa Naruhisa (北白川宮成久王, tiếng Việt: Bắc Bạch Xuyên Cung Thành Cửu Vương), sinh ngày 18 tháng 4 năm 1887 mất ngày 1 tháng 4 năm 1923, là con trai thứ ba của thân vương Kitashirakawa-no-miya Yoshihisa và là một đại tá Lục quân Đế quốc Nhật Bản. Gia tộc Kitashirakawa-no-miya là một nhánh Hoàng gia Nhật Bản. Kitashirakawa Naruhisa là cha của Kitashirakawa Nagahisa.

### Sách
- Fujitani,T. Splendid Monarchy: Power and Pageantry in Modern Japan. University of California Press; Reprint edition (1998). ISBN 0-520-21371-8
- Lebra, Sugiyama Takie. Above the Clouds: Status Culture of the Modern Japanese Nobility. University of California Press (1995). ISBN 0-520-07602-8
- Takenobu, Yoshitaro. (1906). The Japan Year Book. Tokyo: Japan Year Book Office. OCLC 1771764